# Ágasegyháza
Ágasegyháza község Bács-Kiskun vármegyében, a Kecskeméti járásban.

## Fekvése
Kecskeméttől 21 kilométerre nyugatra fekszik a Kiskunsági Nemzeti Park által körülvett területen. Közigazgatási területének délkeleti része, mintegy egynegyede tartozik a nemzeti park Orgoványi rétek nevű részterületéhez, észak felől pedig a Fülöpházi buckavidék nevű részterület határolja.
A szomszédos települések: észak felől Fülöpháza, északkelet felől Ballószög, kelet felől Helvécia, dél felől Orgovány, délnyugat felől Izsák, északnyugat felől pedig Szabadszállás.

### Megközelítése
Közúton a Kecskemétet Dunaföldvárral összekötő 52-es főútról balra, Izsák-Kalocsa felé leágazó 5301-es úton érhető el. Régebben elérhető volt a Fülöpszállás–Kecskemét-vasútvonalon is, saját állomással is rendelkezett, itt azonban 2007-ben megszűnt a közlekedés.

## Története
Régészeti leletek szerint már az ókorban lakott terület volt. Az Árpád-korban kunok birtokolták, amit az 1353-ból való első írásos említése is bizonyít. A török hódoltság idején az addig virágzó település teljesen elpusztult, s még az 1800-as évek elején is lakatlan volt. Az 1810-es évektől Kecskemét külterülete volt, és csak 1952-ben vált önálló községgé.

## Közélete

### Polgármesterei
- 1990–1994: Ádám Józsefné (MDF)[3]
- 1994–1998: Ádám Józsefné (független)[4]
- 1998–2002: Ádám Józsefné (független)[5]
- 2002–2006: Ádám Józsefné (független)[6]
- 2006–2010: Ádám Józsefné (független)[7]
- 2010–2014: Füredi János (független)[8]
- 2014–2019: Füredi János (független)[9]
- 2019–2024: Füredi János (független)[10]
- 2024– : Füredi János (független)[1]

## Népesség
A település népességének alakulása:
| Lakosok száma | 1908 | 1892 | 1837 | 1887 | 1883 | 1855 | 1875 |
|               | 2013 | 2014 | 2018 | 2021 | 2022 | 2023 | 2024 |

A község lakosságának 2001-ben 98,4%-a magyar, 0,2%-a horvát, 0,7%-a német, 0,2%-a román volt. Felekezeti megoszlása ekkor a következőképpen alakult: 77,6% vallotta magát római katolikusnak, görögkatolikusnak 0,9%, református volt a település lakosságának 15,3%-a, evangélikus 0,2%-a. Más egyházhoz, felekezethez tartozott 0,3%, 1,8% nem volt vallásos. A népesség 3,8%-a nem válaszolt, vagy ismeretlen volt a felekezeti megoszlása.
A 2011-es népszámlálás során a lakosok 97,4%-a magyarnak, 1,1% németnek, 1,5% románnak, 0,3% szerbnek mondta magát (2,3% nem nyilatkozott; a kettős identitások miatt a végösszeg nagyobb lehet 100%-nál). A vallási megoszlás a következő volt: római katolikus 66,3%, református 14,6%, evangélikus 0,7%, görögkatolikus 0,2%, felekezeten kívüli 5,1% (11,8% nem nyilatkozott).
2022-ben a lakosság 89,7%-a vallotta magát magyarnak, 1,1% ukránnak, 1,1% németnek, 0,4% románnak, 0,2% szlováknak, 0,2% cigánynak, 0,1% horvátnak, 0,1% lengyelnek, 1,1% egyéb, nem hazai nemzetiségűnek (8,8% nem nyilatkozott; a kettős identitások miatt a végösszeg nagyobb lehet 100%-nál). Vallásuk szerint 38,5% volt római katolikus, 11% református, 1,2% ortodox, 0,9% görög katolikus, 0,5% evangélikus, 0,5% egyéb keresztény, 1,1% egyéb katolikus, 9% felekezeten kívüli (37,2% nem válaszolt).

### Külterületei
A településhez az alábbi külterületek tartoznak:
- Bajcsy-Zsilinszky út külterülete
- Galambháza
- Kossuth út külterülete
- Sándortelep
- Zsombosdűlő

Ezek összlakossága 2001-ben 520 fő volt.

## Nevezetességei
- Az Orgoványi Tájvédelmi Körzet része, Rekettye tanösvény